# Metopina psociformis
Metopina psociformis är en tvåvingeart som beskrevs av Filippo Silvestri 1947. Metopina psociformis ingår i släktet Metopina och familjen puckelflugor. Inga underarter finns listade i Catalogue of Life.